# Grote Prijs Stad Zottegem 1993
Il Grote Prijs Stad Zottegem 1993, cinquantottesima edizione della corsa, si svolse il 17 agosto 1993 su un percorso di 162 km, con partenza e arrivo a Zottegem. Fu vinto dal belga Pierre Herinne della Lotto-Caloi davanti al suo connazionale Peter Naessens e all'australiano Scott Sunderland.

## Ordine d'arrivo (Top 10)
| Pos. | Corridore                   | Squadra          | Tempo    |
| ---- | --------------------------- | ---------------- | -------- |
| 1    | Pierre Herinne              | Lotto-Caloi      | 4h07'26" |
| 2    | Peter Naessens              | Willy Naessens   |          |
| 3    | Scott Sunderland            | TVM-Bison Kit    |          |
| 4    | Eric De Clercq              | La William-Duvel |          |
| 5    | Bart Voskamp                | TVM-Bison Kit    |          |
| 6    | Corneille Daems             | Willy Naessens   |          |
| 7    | Wanderley Magalhaes Azevedo | Lotto-Caloi      |          |
| 8    | Noel Szostek                | La William-Duvel |          |
| 9    | Konstantin Khrabtsov        |                  |          |
| 10   | Philip Debaets              | Trident-Schick   |          |